# Nicole de Lorena
Nicole I de Vaudémont (Nancy, 3 de octubre de 1608 - París, 2 de febrero de 1657), fue duquesa de Lorena y de Bar desde el 1 de agosto de 1624 hasta el 21 de noviembre de 1625.

## Primeros años de vida
Nicole era la hija primogénita del duque Enrique II y de Margarita Gonzaga de Mantua. 

## Matrimonios e implicancias políticas
Su primera boda fue con Luis de Guisa, el barón Ancerville, un favorito de su padre Enrique II, pero tuvo que renunciar ante la oposición de la nobleza de Lorena. 
Su padre no tenía ningún hijo varón que lo pueda suceder. Él deseaba que lo suceda su hija, pero en el Ducado de Lorena, por una supuesta voluntad de René II, se decía que la herencia ducal no se puede transmitir sino por la sucesión de linaje masculino, reclamado por su primo Carlos de Vaudémont, el hijo mayor de su tío, el conde Francisco, de Vaudémont. Después de duras negociaciones, Carlos y Nicole se casaron el 23 de mayo de 1621. No tendrían hijos. 
La situación se complica por la muerte de Enrique II, el 31 de julio de 1624. Las disposiciones del duque difunto que incluyen a Carlos de Vaudémont bajo la autoridad de su esposa. En noviembre de 1625, el conde Francisco de Vaudémont, sobre la base de la 'voluntad' de René II, reivindicó el ducado. Los Estados Generales de Lorena estimaron su legítima petición y Francisco se convirtió en duque el 21 de noviembre de 1625. Cinco días después, abdicó en favor de su hijo, quien se convirtió en el duque Carlos IV. Este último había logrado eliminar del poder a su esposa. 
Casada por interés dinástico, la brecha que lo separa de su marido excavó con los acontecimientos de 1625. Al desear deshacerse de su esposa, Carlos intentó en 1631 a causa de la invalidación del matrimonio por la pena de muerte -sin pruebas- de brujería a Melchior del Valle, el sacerdote que había bautizado a Nicole. Pero esta injusticia no es corroborada por la Iglesia y Carlos IV permaneció casado con Nicole. 
En la primavera de 1634, debido a imprudentes intrigas de su marido, las tropas francesas de Luis XIII invadieron Lorena y Bar. Después de la fuga de su marido, su hermana y cuñado, Nicole es el único miembro de la familia que queda en el ducado. Arrestada el 21 de abril, se la trasladó a Fontainebleau tres días después para intercambiar rehenes.

## Últimos años de vida
En 1635, Carlos tuvo la oportunidad de deshacerse de su esposa, bajo el pretexto de que no había sido libre de su elección en el momento del matrimonio, pero el papado no aceptó su solicitud de anulación. 
Nicole paso los últimos años de su vida en París. intentó varios métodos para obtener su liberación, pero murió antes de la restitución de los ducados a Carlos por parte de Francia que se anexiona varias villas. En 1659 el de Lorena (sin Dun-sur-Meuse, Stenay y Clermont-en-Argonne) y en 1661 el de Bar (sin Héming, Réding, Sarreburgo y Sierck-les-Bains).

## Antepasados
|  |                                                       |  |  |  |  |  |  |  |  |  |  |  |  |  |  |  |
|  | 16. Antonio I de Vaudémont, Duque de Lorena y Bar     |  |  |  |  |  |  |  |  |  |  |  |  |  |  |  |
|  |                                                       |  |  |  |  |  |  |  |  |  |  |  |  |  |  |  |
|  |                                                       |  |  |  |  |  |  |  |  |  |  |  |  |  |  |  |
|  | 8. Duque Francisco I de Lorena                        |  |  |  |  |  |  |  |  |  |  |  |  |  |  |  |
|  |                                                       |  |  |  |  |  |  |  |  |  |  |  |  |  |  |  |
|  |                                                       |  |  |  |  |  |  |  |  |  |  |  |  |  |  |  |
|  | 17. Princesa Renata de Borbón                         |  |  |  |  |  |  |  |  |  |  |  |  |  |  |  |
|  |                                                       |  |  |  |  |  |  |  |  |  |  |  |  |  |  |  |
|  |                                                       |  |  |  |  |  |  |  |  |  |  |  |  |  |  |  |
|  | 4. Duque Carlos II de Guisa                           |  |  |  |  |  |  |  |  |  |  |  |  |  |  |  |
|  |                                                       |  |  |  |  |  |  |  |  |  |  |  |  |  |  |  |
|  |                                                       |  |  |  |  |  |  |  |  |  |  |  |  |  |  |  |
|  | 18. Rey Cristián II de Dinamarca, Noruega y Suecia    |  |  |  |  |  |  |  |  |  |  |  |  |  |  |  |
|  |                                                       |  |  |  |  |  |  |  |  |  |  |  |  |  |  |  |
|  |                                                       |  |  |  |  |  |  |  |  |  |  |  |  |  |  |  |
|  | 9. Duquesa Cristina de Dinamarca                      |  |  |  |  |  |  |  |  |  |  |  |  |  |  |  |
|  |                                                       |  |  |  |  |  |  |  |  |  |  |  |  |  |  |  |
|  |                                                       |  |  |  |  |  |  |  |  |  |  |  |  |  |  |  |
|  | 19. Princesa Isabel de Austria                        |  |  |  |  |  |  |  |  |  |  |  |  |  |  |  |
|  |                                                       |  |  |  |  |  |  |  |  |  |  |  |  |  |  |  |
|  |                                                       |  |  |  |  |  |  |  |  |  |  |  |  |  |  |  |
|  | 2. Duque Enrique II de Lorena                         |  |  |  |  |  |  |  |  |  |  |  |  |  |  |  |
|  |                                                       |  |  |  |  |  |  |  |  |  |  |  |  |  |  |  |
|  |                                                       |  |  |  |  |  |  |  |  |  |  |  |  |  |  |  |
|  | 20. Rey Francisco I de Francia, el Guerrero           |  |  |  |  |  |  |  |  |  |  |  |  |  |  |  |
|  |                                                       |  |  |  |  |  |  |  |  |  |  |  |  |  |  |  |
|  |                                                       |  |  |  |  |  |  |  |  |  |  |  |  |  |  |  |
|  | 10. Rey Enrique II Valois de Francia                  |  |  |  |  |  |  |  |  |  |  |  |  |  |  |  |
|  |                                                       |  |  |  |  |  |  |  |  |  |  |  |  |  |  |  |
|  |                                                       |  |  |  |  |  |  |  |  |  |  |  |  |  |  |  |
|  | 21. Princesa Claudia de Bretaña                       |  |  |  |  |  |  |  |  |  |  |  |  |  |  |  |
|  |                                                       |  |  |  |  |  |  |  |  |  |  |  |  |  |  |  |
|  |                                                       |  |  |  |  |  |  |  |  |  |  |  |  |  |  |  |
|  | 5. Claudia, duquesa de Lorena                         |  |  |  |  |  |  |  |  |  |  |  |  |  |  |  |
|  |                                                       |  |  |  |  |  |  |  |  |  |  |  |  |  |  |  |
|  |                                                       |  |  |  |  |  |  |  |  |  |  |  |  |  |  |  |
|  | 22. Lorenzo II de Médici, señor de Florencia          |  |  |  |  |  |  |  |  |  |  |  |  |  |  |  |
|  |                                                       |  |  |  |  |  |  |  |  |  |  |  |  |  |  |  |
|  |                                                       |  |  |  |  |  |  |  |  |  |  |  |  |  |  |  |
|  | 11. Reina Catalina de Medici                          |  |  |  |  |  |  |  |  |  |  |  |  |  |  |  |
|  |                                                       |  |  |  |  |  |  |  |  |  |  |  |  |  |  |  |
|  |                                                       |  |  |  |  |  |  |  |  |  |  |  |  |  |  |  |
|  | 23. Duquesa Magdalena de la Tour de Auvernia          |  |  |  |  |  |  |  |  |  |  |  |  |  |  |  |
|  |                                                       |  |  |  |  |  |  |  |  |  |  |  |  |  |  |  |
|  |                                                       |  |  |  |  |  |  |  |  |  |  |  |  |  |  |  |
|  | 1. Princesa Nicole de Vaudémont de Lorena             |  |  |  |  |  |  |  |  |  |  |  |  |  |  |  |
|  |                                                       |  |  |  |  |  |  |  |  |  |  |  |  |  |  |  |
|  |                                                       |  |  |  |  |  |  |  |  |  |  |  |  |  |  |  |
|  | 24. Federico II Gonzaga, Duque de Mantua y Monferrato |  |  |  |  |  |  |  |  |  |  |  |  |  |  |  |
|  |                                                       |  |  |  |  |  |  |  |  |  |  |  |  |  |  |  |
|  |                                                       |  |  |  |  |  |  |  |  |  |  |  |  |  |  |  |
|  | 12. Guillermo X Gonzaga, Duque de Mantua              |  |  |  |  |  |  |  |  |  |  |  |  |  |  |  |
|  |                                                       |  |  |  |  |  |  |  |  |  |  |  |  |  |  |  |
|  |                                                       |  |  |  |  |  |  |  |  |  |  |  |  |  |  |  |
|  | 25. Princesa Margherita Paleóloga de Monferrato       |  |  |  |  |  |  |  |  |  |  |  |  |  |  |  |
|  |                                                       |  |  |  |  |  |  |  |  |  |  |  |  |  |  |  |
|  |                                                       |  |  |  |  |  |  |  |  |  |  |  |  |  |  |  |
|  | 6. Vincenzo I Gonzaga, Duque de Mantua                |  |  |  |  |  |  |  |  |  |  |  |  |  |  |  |
|  |                                                       |  |  |  |  |  |  |  |  |  |  |  |  |  |  |  |
|  |                                                       |  |  |  |  |  |  |  |  |  |  |  |  |  |  |  |
|  | 26. Sacro Emperador Fernando I                        |  |  |  |  |  |  |  |  |  |  |  |  |  |  |  |
|  |                                                       |  |  |  |  |  |  |  |  |  |  |  |  |  |  |  |
|  |                                                       |  |  |  |  |  |  |  |  |  |  |  |  |  |  |  |
|  | 13. Archiduquesa Leonor de Austria                    |  |  |  |  |  |  |  |  |  |  |  |  |  |  |  |
|  |                                                       |  |  |  |  |  |  |  |  |  |  |  |  |  |  |  |
|  |                                                       |  |  |  |  |  |  |  |  |  |  |  |  |  |  |  |
|  | 27. Emperatriz Ana Jagellón de Hungría y Bohemia      |  |  |  |  |  |  |  |  |  |  |  |  |  |  |  |
|  |                                                       |  |  |  |  |  |  |  |  |  |  |  |  |  |  |  |
|  |                                                       |  |  |  |  |  |  |  |  |  |  |  |  |  |  |  |
|  | 3. Duquesa Margerita Gonzaga                          |  |  |  |  |  |  |  |  |  |  |  |  |  |  |  |
|  |                                                       |  |  |  |  |  |  |  |  |  |  |  |  |  |  |  |
|  |                                                       |  |  |  |  |  |  |  |  |  |  |  |  |  |  |  |
|  | 28. Gran Duque de Toscana Cosme I de Médici           |  |  |  |  |  |  |  |  |  |  |  |  |  |  |  |
|  |                                                       |  |  |  |  |  |  |  |  |  |  |  |  |  |  |  |
|  |                                                       |  |  |  |  |  |  |  |  |  |  |  |  |  |  |  |
|  | 14. Francisco I de Médici, Gran Duque de Toscana      |  |  |  |  |  |  |  |  |  |  |  |  |  |  |  |
|  |                                                       |  |  |  |  |  |  |  |  |  |  |  |  |  |  |  |
|  |                                                       |  |  |  |  |  |  |  |  |  |  |  |  |  |  |  |
|  | 29. Gran Duquesa Leonor Álvarez de Toledo             |  |  |  |  |  |  |  |  |  |  |  |  |  |  |  |
|  |                                                       |  |  |  |  |  |  |  |  |  |  |  |  |  |  |  |
|  |                                                       |  |  |  |  |  |  |  |  |  |  |  |  |  |  |  |
|  | 7. Duquesa Leonor de' Medici                          |  |  |  |  |  |  |  |  |  |  |  |  |  |  |  |
|  |                                                       |  |  |  |  |  |  |  |  |  |  |  |  |  |  |  |
|  |                                                       |  |  |  |  |  |  |  |  |  |  |  |  |  |  |  |
|  | 30. Sacro Emperador Fernando I                        |  |  |  |  |  |  |  |  |  |  |  |  |  |  |  |
|  |                                                       |  |  |  |  |  |  |  |  |  |  |  |  |  |  |  |
|  |                                                       |  |  |  |  |  |  |  |  |  |  |  |  |  |  |  |
|  | 15. Johanna de Austria , Gran Duquesa de Toscana      |  |  |  |  |  |  |  |  |  |  |  |  |  |  |  |
|  |                                                       |  |  |  |  |  |  |  |  |  |  |  |  |  |  |  |
|  |                                                       |  |  |  |  |  |  |  |  |  |  |  |  |  |  |  |
|  | 31. Emperatriz Ana Jagellón de Hungría y Bohemia      |  |  |  |  |  |  |  |  |  |  |  |  |  |  |  |
|  |                                                       |  |  |  |  |  |  |  |  |  |  |  |  |  |  |  |
|  |                                                       |  |  |  |  |  |  |  |  |  |  |  |  |  |  |  |

| Predecesor: Enrique II | Duquesa de Lorena y de Bar con Carlos IV 1624-1625 | Sucesor: Francisco II |

- Datos: Q267704
- Multimedia: Nicole of Lorraine / Q267704